# Инь Вэйминь
Инь Вэйми́нь (кит. упр. 尹蔚民, пиньинь Yǐn Wèimín род. 13 января 1953, Линшоу, пров. Хэбэй), министр трудовых ресурсов и социального обеспечения КНР (с 2007 года), член ЦК КПК с 2007 года.
Член КПК с 1973 года, член ЦК КПК 17-18 созывов.
Окончил Картографический колледж НОАК (1971). Степень магистра экономики получил на экономфаке Гиринского университета.
С 2000 года замминистра и с 2005 замглавы парткома министерства, с 2007 года министр и парторг Министерства кадров, с марта 2008 года министр и парторг новоучреждённого Министерства трудовых ресурсов и социального обеспечения, образованного из возглавлявшегося им до этого Министерства кадров и Министерства труда и социального обеспечения.
Одновременно в 2007-2012 года замзаворготделом ЦК КПК и с 2008 года глава госадминистрации гражданской службы.